# Platanal (Cotuí)
Platanal - Cotuí es un distrito municipal de la República Dominicana, que está situado en la provincia de Sánchez Ramírez y que pertenece al municipio de Cotuí.

## Historia
Historia de la Virgen del Carmen:  Rumores de robo de la imagen de la Virgen. Un señor nombrado José Candelario del Orbe realizó una ilustración a la Virgen del Carmen, Candelario tenía una pequeña capilla cerca donde se encuentra la estación de la policía local de Platanal. Después de unos días ausente de la capilla, la Virgen del Carmen se desapareció del lugar, y ocurrieron rumores de que perpetraron lel lugar donde se encontraba la imagen de la virgen.
Interpusieron una denuncia del presunto robo, en la estación del ejército nacional en Cotuí. Las autoridades detuvieron varias personas para realizar interrogatorios. Al día siguiente de los hechos personas voluntarias salieron a buscar a la virgen desaparecida y la encontraron sobre un árbol de naranja. Acudieron inmediatamente a la estación del ejército nacional a informarle a las autoridades de que la virgen había aparecido, esto sucedió en el año 1942.

## Fundación
Platanal es un distrito municipal que pertenece al municipio de Cotuí, provincia Sánchez Ramírez, fue elevado a esta categoría mediante la Ley N.º 2-05 para la fecha 14 de enero de 2005. Está integrado por los asentamientos de Alto de Casiano, Chacuey, Babari, y zonas aledañas. Según el Censo de Población y Vivienda del 2010, el distrito tenía una población de 3,531 habitantes.

## Distritos municipales
Está formado por el distrito municipal de:
| Nombre   | Código   |
| -------- | -------- |
| Platanal | 02240105 |